# 葉成煥
葉成煥（1914年—1938年4月18日），河南新縣人，中國國民革命軍陸軍第18集團軍第129師第386旅第772團團長，犧牲於1938年晉東南反敵九路圍攻之長樂村戰鬥。

## 生平
葉成煥1929年加入中國共產黨，次年在鄂豫皖苏区參加中国工农红军，任通讯员。后因作战勇敢，在紅四方面軍很快晋升为连指導員、營政委等职。1932年，叶任红四军11师31團政委，后又历任11師政委、红三十一军93师政委等職，1935年参加长征。抗日戰爭爆發后，叶随部改编，出任八路軍129師386旅（旅长陈赓）772團團長，率部先后參加了長生口戰鬥、神頭嶺戰鬥和響堂鋪戰鬥，三戰三捷。
1938年4月初，日軍3萬余人进攻山西東南。4月15日，129師師長劉伯承決心集中優勢兵力追击撤离武鄉縣城的日軍3000余人。葉成煥奉命率772團等部為左縱隊沿濁漳河北岸山地實施追擊，4月16日晨，左纵队與其他部隊一起在長樂村將東撤的日軍一部截住，迅即發起攻擊，至17時，將此股日軍基本殲滅。准备撤离战场时，葉成煥为流弹击中头部，于18日去世。
葉成煥牺牲后，王近山继任772团团长。